# Karanisia
 Karanisia  ist eine ausgestorbene Gattung der Primaten, die vor rund 40 bis 37 Millionen Jahren im Gebiet der heutigen Fossillagerstätte Fayyum in Ägypten und des zentralen Libyen vorkam. Das erste Fossil der Gattung – ein teilweise erhaltener rechter Unterkiefer – wurde im Jahr 2001 geborgen und 2003 zur neu benannten Art der Gattung, Karanisia clarki, gestellt. In der Erstbeschreibung wurde die Gattung in die verwandtschaftliche Nähe der heute lebenden Bärenmakis gestellt.

## Namensgebung
Die Bezeichnung der Gattung verweist auf den Fundort des ersten Fossils im Fayyum-Becken, in der Nähe der antiken ptolemäischen Ortschaft Karanis. Das Epitheton der Typusart, clarki, ehrt den britischen Primatologen Wilfrid Le Gros Clark, der vorhergesagt habe, dass die Evolution der Lemuren und der Loriartigen durch Funde aus der Fossillagerstätte Fayyum rekonstruiert werden könne.
Im Jahr 2010 wurde eine zweite Art der Gattung, Karanisia arenula, benannt. Deren Epitheton, arenula, ist abgeleitet vom lateinischen Wort arena („Sand“) und der gleichfalls lateinischen Nachsilbe -ula für die Verkleinerungsform eines Substantivs („-chen“ oder „-lein“). In der Erstbeschreibung der Art heißt es, das Epitheton sei gewählt worden, weil die Karanisia arenula zugeschriebenen Fossilien sehr klein sind und in Sand eingebacken gewesen waren.

## Erstbeschreibung
Der Erstbeschreibung von Gattung und Typusart liegt als Holotypus das Fossil mit der Sammlungsnummer CGM 40265 zugrunde, das Fragment eines kleinen, linken Unterkiefers mit drei erhaltenen Molaren (M1 bis M3) aus der rund 37 Millionen Jahre alten Fundstelle BQ-2, die innerhalb der Ablagerungsfolge des Fayyum entweder in den obersten Abschnitt der Birket Qarun Formation oder den untersten der Qasr-el-Sagha-Formation gehört. Anhand der Größe der Zähne wurde geschätzt, dass das Tier zu Lebzeiten rund 240 bis 300 Gramm gewogen haben könnte.
Ergänzend wurden der Erstbeschreibung als Paratypen u. a. zwei Prämolaren (P3 und P4) aus einem Oberkiefer, ein zweites Unterkiefer-Fragment mit zwei Zähnen (P4 und M2) sowie mehrere einzeln gefundene Zähne (Molare und ein unterer Eckzahn) beigegeben.
Verwahrort der Fossilien ist das Ägyptische Geologische Museum (früher: Cairo Geology Museum, CGM).

## Weitere Funde
Im Oktober 2010 wurde das Fossil DT1-42, ein linker Molar M2, aus der Fundstätte Dur At-Talah im Zentrum von Libyen zum Holotypus der Art Karanisia arenula bestimmt. Das Fossil wurde aus einer rund 38 bis 39 Millionen Jahre alten Fundschicht geborgen und unterscheidet sich von der Typusart insbesondere dadurch, dass das Tier zu Lebzeiten vermutlich nur rund 120 bis 130 Gramm gewogen hat.
Der Erstbeschreibung dieser zweiten Art der Gattung Karanisia wurden als Paratypen sechs einzelne Zähne beigegeben: ein rechter Prämolar P3, ein linker Prämolar P4, zwei linke Molare M1, ein rechter Molar M3 sowie ein linker Molar M3.
Im April 2017 wurden auf einer Tagung der American Association of Physical Anthropologists neue Entdeckungen aus der Fundstelle BQ-2 vorgestellt, zu denen auch mehrere Fragmente von Arm- und Beinknochen gehörten. Aus deren Beschaffenheit wurde abgeleitet, dass die Tiere vermutlich auf Bäumen lebten, jedoch ohne ausgeprägte Neigung zum Umherspringen.

## Bedeutung der Funde
Der Holotypus von Karanisia clarki wurde nahezu gleichzeitig und in der gleichen Fundschicht wie der Holotypus von Saharagalago misrensis entdeckt. Beide Funde wurden als frühe Vertreter der Loriartigen interpretiert, die von den Systematikern in zwei Schwestergruppen unterteilt werden, die Galagos und die Loris, wobei Saharagalago der ersten und Karanisia der zweiten Gruppe nahezustehen scheint. Für beide Gruppen hatte es lange Zeit fossile Belege aus einer Epoche von vor höchstens 20 Millionen Jahren gegeben, während molekularbiologische Erwägungen eine sehr viel frühere Trennung der Gruppen ergeben haben. Die rund 40 bis 37 Millionen Jahre alten Funde von Karanisia und Saharagalago schließen folglich eine erhebliche Lücke in der fossilen Überlieferung.
Die Anordnung der Frontzähne zu einem sogenannten Zahnkamm bei Karanisia clarki wurde als frühester Hinweis auf soziale Fellpflege bei Feuchtnasenprimaten bewertet.

## Belege
1. 1 2 3  Erik R. Seiffert, Elwyn L. Simons und Yousry Attia: Fossil evidence for an ancient divergence of lorises and galagos. In: Nature. Band 422, 2003, S. 421–424, doi:10.1038/nature01489.
2. 1 2  Jean-Jacques Jaeger, K. Christopher Beard, Yaowalak Chaimanee et al.: Late middle Eocene epoch of Libya yields earliest known radiation of African anthropoids. In: Nature. Band 467, 2010, S. 1095–1098, doi:10.1038/nature09425.
3. ↑  Chris King, Charlie Underwood, Etienne Steurbaut: Eocene stratigraphy of the Wadi Al-Hitan World Heritage Site and adjacent areas (Fayum, Egypt). In: Stratigraphy. Band 11 (3–4), 2014, S. 185–234.
4. ↑  Fossil evidence for an ancient divergence of lorises and galagos. Supplementary information.
5. ↑  Late middle Eocene epoch of Libya yields earliest known radiation of African anthropoids. Supplementary information.
6. ↑  Biren A. Patel et al.: New fossils and the paleobiology of Karanisia clarki from the late Eocene of Egypt. The 86th Annual Meeting of the American Association of Physical Anthropologists (2017).